# Église Saint-Pierre-et-Saint-Paul de Pers-Jussy
Pour les articles homonymes, voir Église Saint-Pierre-et-Saint-Paul.
L'église Saint-Pierre-et-Saint-Paul de Pers-Jussy est une église catholique française, située dans le département de la Haute-Savoie, dans la commune de Pers-Jussy.

## Historique
L'église actuelle est édifiée vers 1850 (inscription sur le fronton d'une entrée latérale : 1854). Elle se situe au village de Pers, l'église de Jussy étant dédiée à saint Antoine.
En 2004, pour son 150e anniversaire, l'édifice a fait l’objet d’une importante restauration.

## Description
Un Christ est daté du XIIIe siècle, mais peut être plus récent.